# Jean Laplace
Jean Laplace (Annecy, 1934-Annecy, 10 de septiembre de 2018) fue un dibujante francés.

## Trayectoria
Hijo de una comerciante y de un funcionario, se formó como diseñador industrial, pero se dedicó a la ilustración, afición que había cultivado desde niño. Publicó su primer dibujo humorístico en Le Progrès de Lyon en 1952 y pronto empezó a colaborar en Paris Match, Ici Paris y Samedi Soir. Adaptó sus ilustraciones humorísticas convirtiéndolas en un rompecabezas que denominó «jeu des huit erreurs» juego de los ocho errores, inspirándose en los juegos tradicionales de siete diferencias consistentes en buscar pequeñas variaciones entre dos imágenes. El periódico suizo Feuille d'avis de Lausanne fue el primero en publicar su juego en 1966, pero con los años sus dibujos fueron apareciendo en varios periódicos y revistas franceses y de todo el mundo. Realizó cerca de 19000 láminas diferentes a lo largo de su carrera.

## Obra

### Recopilación de sus gags
- Sauf erreur. París: Les Cahiers dessinés. 2017. p. 205. ISBN 979-1090875517.[5][8]